# Huracán Hanna (2008)
El Huracán Hanna fue el octavo ciclón tropical y cuarto huracán de la Temporada de huracanes del Atlántico de 2008. Se formó al este-noreste de las Islas de Sotavento el 28 de agosto.

## Historia de la tormenta

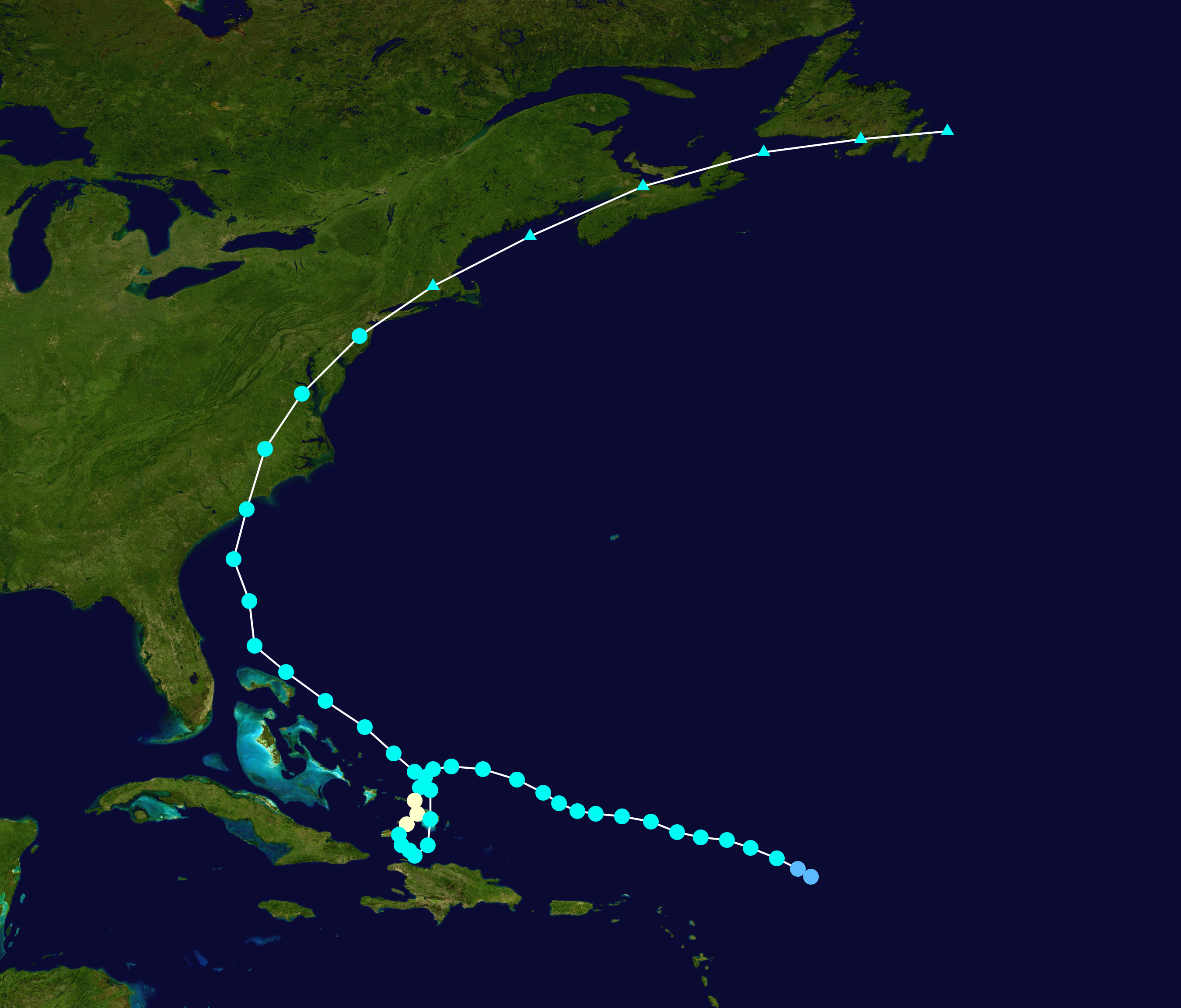
Trayectoria del Huracán Hanna a las 1800 UTC del 30 de agosto.

A finales de agosto de 2008, se formó una onda tropical cerca de las costas de África. Después de varios días, una zona asociada con baja presión logró adquirir una convección profunda. El 28 de agosto, mientras el sistema se movía como un área de alta presión hacia el este-noreste del norte de las Islas de Sotavento, se formó en la Depresión tropical Ocho. Más tarde ese mismo día, la depresión logró convertirse a una tormenta tropical adquiriendo el nombre de Hanna por el Centro Nacional de Huracanes. Al mismo tiempo, el centro del área de baja presión de la circulación estaba parcialmente expuesta en el borde de la convección, enviando la cizalladura del viento hacia el oeste.
Moviéndose hacia el oeste principalmente bajo una gran cresta hacia el norte, el patrón convectivo empezó a tomar el mismo rumbo el 28 de agosto de 2008. Los modelos predecían que la tormenta se debilitaría al moverse al suroeste debido al flujo de salida asociado con el Huracán Gustav, pero a pesar de todo esto, la tormenta entró a un ambiente más favorable lo que provocó que se intensificara. Un área de baja presión que había estado produciendo cizalladuras de vientos se alejó del sistema, aunque continuaron las cizalladuras. Al mismo tiempo, la presión baja del centro se separó otra vez de la convección, principalmente reducido a una banda ciclónica en la mitad oriental de la circulación. La tormenta seguía estando débil a medida que avanzaba erráticamente hacia el oeste en Bahamas el 30 de agosto de 2008. A las 1:30 p. m. Tiempo del Este del 1 de septiembre, Hanna se intensificó a huracán después de recibir información del avión de la Fuerza Aérea Reconnaissance con vientos de hasta 65 nudos.

## Preparativos
En Islas Turcas y Caicos, escuelas y aeropuertos estuvieron cerrados ante la llegada de Hanna. Antes de la tormenta, cientos de personas fueron trasladadas a refugios en las Bahamas.
La NASA también anunció el movimiento del transbordador espacial Atlantis a la plataforma de lanzamiento del Centro espacial John F. Kennedy donde sería lanzado al espacio un día debido a la amenaza de Hanna.

### República Dominicana
Por lo menos 13 provincias fueron declaradas en alerta roja y otras seis en amarilla, pero las autoridades no habían reportado víctimas, aunque sí centenares de familias desalojadas a causa de inundaciones, especialmente en las regiones norte y noroeste, así como en la capital Santo Domingo.

## Impacto
| Haití          | 529 muertos |
| Estados Unidos | 7 muertos   |
| Total          | 536 muertos |

Las prolongadas lluvias y vientos fuertes fueron reportados en las Bahamas e Islas Turcas y Caicos a consecuencia de Hanna. Ningún daño de consideración o víctimas fueron relatados en dichas áreas.
Mientras tanto, alto oleaje y las corrientes turbulentas fueron producidos por Hanna de la costa sureste de Estados Unidos. Un joven de 14 años se ahogó en el John U. Lloyd Beach State Park cerca de Hollywood, Florida a consecuencia de las corrientes turbulentas producidas por Hanna a gran distancia. Otras dos muertes fueron reportadas en la costa de Fort Lauderdale, Florida cuando dos personas se ahogaron en alta mar.

### Haití
La tormenta tropical "Hanna" comenzó a desplazarse el 3 de septiembre en una trayectoria norte-noroeste hacia Bahamas y podría convertirse en huracán el 4 de septiembre o el próximo viernes 5 de septiembre, informó el Centro Nacional de Huracanes (CNH) de EE. UU.
El 3 de septiembre "Hanna", causó 61 muertos en Haití, y se movía a las 18.00 GMT hacia el norte-noroeste a unos 17 kilómetros por hora, por lo que el centro del sistema se desplazará sobre el este de la zona central y noroeste de Bahamas en los próximos dos días, según el CNH.
El cono de proyección de su trayectoria a cinco días indica que la "Hanna" podría tocar tierra "en la costa sur de Estados Unidos, quizá en algún punto de los estados de Georgia, Carolina del Sur o Carolina del Norte", dijo a Efe Jaime Rhome, meteorólogo del CNH.
Al 5 de septiembre la tormenta tropical Hanna bordeaba a las Bahamas el jueves en camino hacia la costa este de Estados Unidos, luego de dejar al menos 653 muertos en Haití, mientras que el peligroso huracán Ike de categoría 3 avanzaba desde el este.

Se pronosticó que Hanna pasaría al del archipiélago en el Atlántico antes de llegar a la costa de Carolina del Norte o del Sur para el sábado 6 de septiembre, pero el Centro Nacional de Huracanes en Miami indicó que sus vientos más externos tocarían tierra mucho antes.
Los vientos con fuerza de tormenta tropical se extienden hasta 510 kilómetros (315 millas) de su centro.

### Estados Unidos
Mientras que el océano Atlántico cerca de Bahamas, grandes marejadas eran producida en la costa sureste de los Estados Unidos por Hanna. Un niño de 14 años se ahogó en John U. Lloyd Beach State Park cerca de Hollywood, Florida cuando lo arrastraron las marejadas provocadas por Hanna. Otras dos personas muertas fueron reportadas en Fort Lauderdale, Florida al ahogarse en alta mar. Debido a la amenaza media de Hanna, el Gobernador de Florida, Charlie Crist, declaró el estado de emergencia.